# Manchester Opera House
La Opera House es un teatro con capacidad para 1.920 personas que acoge musicales itinerantes, ballet, conciertos y pantomima navideña. Es un Monumento clasificado de grado II. La Ópera es uno de los principales teatros de Mánchester. La Ópera y su teatro hermano, el Palace Theatre, Manchester en Oxford Street son operados por la misma empresa matriz, Ambassador Theatre Group.

## Historia
El teatro se inauguró con el nombre de New Theatre en 1912, fue rebautizado como New Queen's Theatre en 1915 y como Opera House en 1920 cuando pasó a estar bajo el ala de John Hart y sus asociados de United Theatres Ltd. En 1931 fue comprado por Howard & Wyndham Ltd que se había formado en el Theatre Royal, Glasgow en 1895 por Michael Simons. El director gerente del grupo, A Stewart Cruikshank, con sede en la sede del grupo del King's Theatre, Edimburgo, se unió en la junta con Charles B. Cochrane, quien se convirtió en productor visitante en la Opera House, estrenando numerosos musicales. El teatro representó toda la gama de obras de teatro, musicales, ópera y pantomima.
Cerró en 1979 y durante cinco años fue una sala de bingo. The Palace Trust lo adquirió en 1984 y reabrió el teatro. En 1990 fue adquirido por Apollo Leisure y puso en escena musicales a gran escala.

## Arquitectura

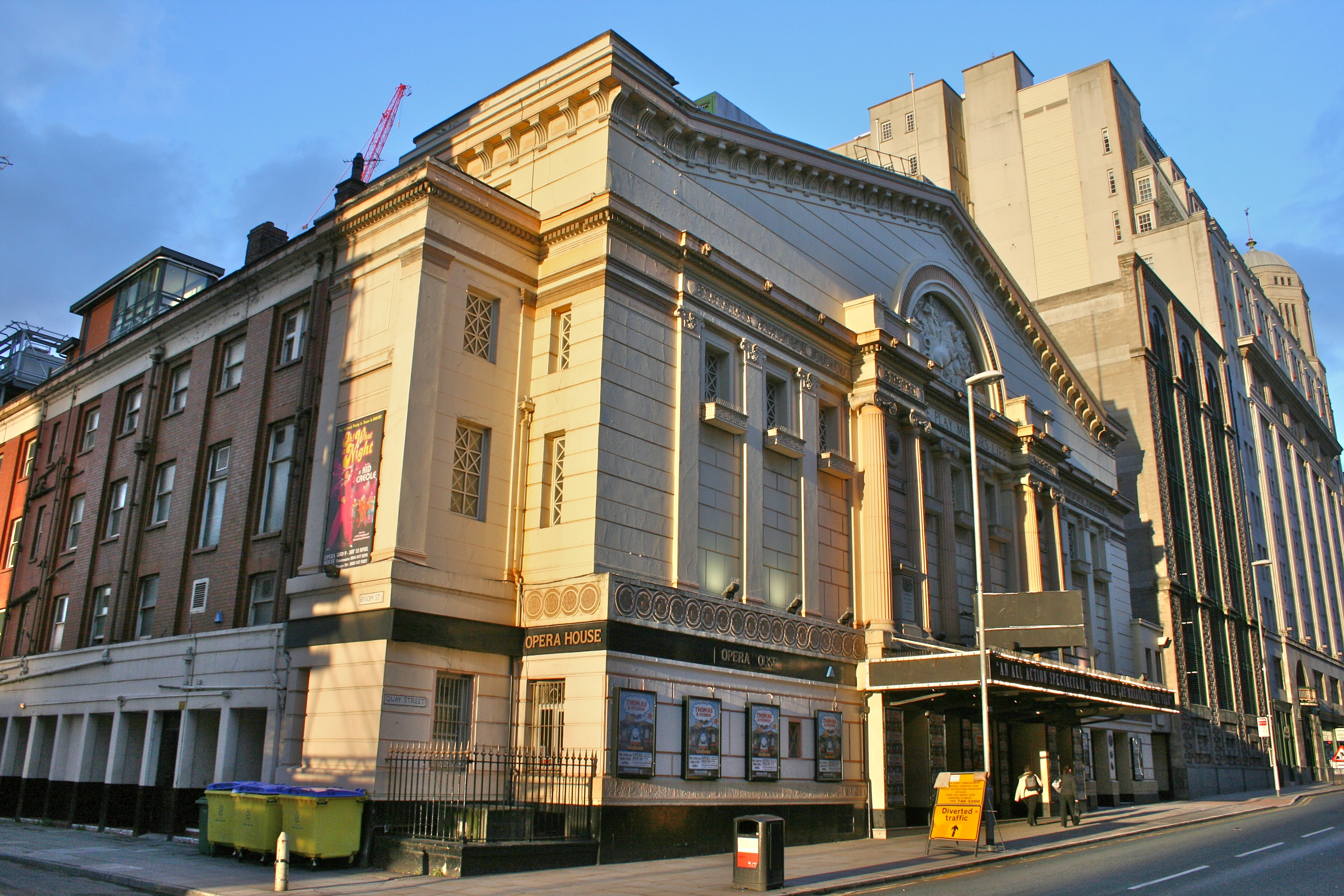
Opera House, Manchester

El teatro tiene planta rectangular y está construido en ladrillo estucado con techo de pizarra. Su fachada simétrica de quince tramos es de estilo clásico con un centro de cinco tramos con columnas jónicas estriadas. Sobre los tres tramos centrales hay un relieve de un carro tirado por caballos dentro de un arco semicircular. El Hastial tiene una cornisa moldurada sobre ménsulas. El dosel de entrada es una adición del siglo XX.
El auditorio tiene dos balcones en voladizo curvos con grandes voladizos cada uno con capacidad para 500 asientos. A ambos lados del escenario hay cajas apiladas entre pares de columnas corintias estriadas. El arco de proscenio está decorado con un medallón circular flanqueado por grifos. El cielo sobre el auditorio toma la forma de una bóveda de cañón segmentaria casetonado.
El escenario tiene 12,8 metros de profundidad y 11,2 metros de ancho. El foso de la orquesta tiene capacidad para 80 músicos. El teatro tiene 1.920 asientos. El teatro fue redecorado en marzo de 2011 manteniendo inalterado el esquema de color verde y dorado del auditorio.

## Producciones
La Ópera acogió el estreno europeo de West Side Story en 1958 y el estreno británico del musical de Andrew Lloyd Webber El fantasma de la ópera con una producción que se inauguró en 1993 y se prolongó hasta 1995, algo excepcional para una producción regional. La Ópera fue el escenario de un espectáculo, Demon Days Live de Gorillaz.
La Opera House también vio el estreno de Never Forget, del musical Take That. El elenco incluía a Tim Driesen, quien interpretó el papel de Adrian Banks/Mark Owen. El musical se estrenó en sus dos giras por el Reino Unido en la Ópera.
El estreno mundial de Ghost the Musical se llevó a cabo en el teatro de marzo a mayo de 2011 antes de su traslado al West End de Londres. El estreno en el Reino Unido del musical de Dolly Parton 9 to 5 comenzó su gira por el Reino Unido en el teatro el 12 de octubre de 2012. Otras producciones que recibirán su estreno mundial en la Ópera incluyen Bat Out of Hell, que se estrenó en febrero de 2017, & Juliet, que recibió su estreno mundial en septiembre de 2019, y más recientemente Back to the Future, que se estrenó en febrero de 2020.